# Acaronia
Рід налічує 2 види.

## Види
- Acaronia nassa (Heckel, 1840) поширена в Південній Америці: Болівії, Бразилії, Колумбії, Французькій Гуіані, Гуяні і Перу та
- Acaronia vultuosa Kullander, 1989 з басейну р. Оріноко і верхньої частини басейну р. Негро: Бразилії, Колумбії і Венесуели.